# Julio Jones
Quintorris Lopez Jones, Jr. (Foley, Alabama, Estados Unidos; 8 de febrero de 1989), más conocido como Julio Jones, es un exjugador profesional de fútbol americano estadounidense retirado en abril de 2025. Jugó en la posición de wide receiver y su último equipo fueron los Philadelphia Eagles

## Biografía
Jones asistió a Foley High School en Foley, Alabama, donde jugó como wide receiver y defensive end para los Foley Lions de 2004 a 2007. En su año sénior, Jones logró 75 recepciones para 1,306 yardas y 16 touchdowns.
Considerado un recluta de cinco estrellas por Rivals.com, Jones fue catalogado como el wide receiver número 1 en la nación, en 2008. El 6 de febrero de 2008, Jones anunció en directo por ESPNU, su decisión de unirse a la Universidad de Alabama.

## Carrera

### Atlanta Falcons
Jones fue seleccionado por los Atlanta Falcons en la primera ronda (puesto 6) del draft de 2011. Los Falcons cambiaron cinco elecciones de draft (27, 59 y 124 de 2011, y primera y cuarta ronda de 2012) a los Cleveland Browns a cambio de la sexta elección. Jones eligió el número 11, puesto que fue el año en que fue elegido.
El 29 de agosto de 2015, Jones renovó cinco años más su contrato con los Falcons, por un valor de $71,5 millones con $47 millones garantizados.
Con los Falcons, Jones ha logrado dos títulos de división y ha llegado hasta el campeonato de la NFC, donde perdió frente a los San Francisco 49ers 28-24.
En 2017 Julio Jones fue pieza clave para ayudar a los Atlanta Falcons a llegar al Súper bowl 51 contra los New England Patriots de Tom Brady, Súper bowl en el que Atlanta perdió en over time después de un regreso impresionante de los New England Patriots al juego.

### Tennessee Titans
El 6 de junio de 2021, Julio fue traspasado a los Tennessee Titans, donde estuvo lesionado gran parte de la temporada y sólo logró anotar 1 Touchdown.
Fue cortado el 16 de marzo de 2022.

## Estadísticas

### Playoffs
| Año   | Equipo | Partidos | Partidos | Recepción | Recepción | Recepción | Recepción | Recepción | Carrera | Carrera | Carrera | Carrera | Carrera |
| Año   | Equipo | PJ       | PT       | Rec       | Yds       | Pro       | Lar       | TD        | Car     | Yds     | Pro     | Lar     | TD      |
| ----- | ------ | -------- | -------- | --------- | --------- | --------- | --------- | --------- | ------- | ------- | ------- | ------- | ------- |
| 2011  | ATL    | 1        | 1        | 7         | 64        | 9.1       | 20        | 0         | 1       | 13      | 13.0    | 13      | 0       |
| 2012  | ATL    | 2        | 2        | 17        | 241       | 14.2      | 46        | 2         | 1       | −1      | −1.0    | −1      | 0       |
| 2016  | ATL    | 3        | 3        | 19        | 334       | 17.6      | 73        | 3         | –       | –       | –       | –       | 0       |
| 2017  | ATL    | 2        | 2        | 18        | 195       | 10.8      | 27        | 1         | 1       | 13      | 13.0    | 13      | 0       |
| Total | Total  | 8        | 8        | 61        | 834       | 13.7      | 73        | 6         | 3       | 25      | 8.3     | 13      | 0       |